# Carvaka kumari
Carvaka kumari är en insektsart som beskrevs av Chandrasekhara A. Viraktamath 1998. Carvaka kumari ingår i släktet Carvaka och familjen dvärgstritar. Inga underarter finns listade i Catalogue of Life.